# Gran Premio motociclistico dell'Ulster 1962
Il Gran Premio motociclistico dell'Ulster fu il settimo appuntamento del motomondiale 1962.
Si svolse sabato 11 agosto 1962 sul Circuito di Dundrod. Erano in programma solo quattro delle classi disputate in singolo; non erano presenti né la classe 50, né i sidecar.
Le vittorie furono di Mike Hailwood in classe 500 sulla MV Agusta, e di piloti equipaggiati da Honda nelle altre tre classi: Jim Redman si impose nella 350, Tommy Robb nella 250 e Luigi Taveri in 125; entrambi questi ultimi alla guida di Honda. Grazie a questa vittoria proprio Taveri ottenne la certezza del titolo iridato; stessa cosa fu per Redman in classe 250, pur essendo giunto solo al secondo posto, visto che il maggior antagonista per il titolo della categoria, Bob McIntyre era deceduto pochi giorni prima di questa gara.
Curiosamente le prove della gara furono avversate da un vento fastidioso, tanto che diversi piloti non riuscirono ad ottenere il tempo minimo fissato e fu necessario l'intervento dei commissari per alzare il limite e permettere la partenza della maggior parte di essi.

## Classe 500
Furono alla partenza del gran premio 53 piloti, di cui solo 18 vennero classificati al termine della gara; tra i ritirati di rilievo vi furono Bert Schneider, František Šťastný, Paddy Driver, Jack Findlay, Mike Duff, Hugh Anderson e Derek Minter.

### Arrivati al traguardo
| Pos. | Pilota           | Moto      | Tempo      | Punti |
| ---- | ---------------- | --------- | ---------- | ----- |
| 1    | Mike Hailwood    | MV Agusta | 1h 18:20.6 | 8     |
| 2    | Alan Shepherd    | Matchless | +3:45.2    | 6     |
| 3    | Phil Read        | Norton    | +4:44.0    | 4     |
| 4    | Ron Langston     | Norton    | +1 giro    | 3     |
| 5    | Tony Godfrey     | Norton    | +1 giro    | 2     |
| 6    | Ray Spence       | Norton    | +1 giro    | 1     |
| 7    | Peter Middleton  | Norton    | +1 giro    |       |
| 8    | Roy Ingram       | Norton    | +1 giro    |       |
| 9    | Sid Mizen        | Matchless | +1 giro    |       |
| 10   | Ralph Bryans     | Norton    | +1 giro    |       |
| 11   | Tom Thorp        | Norton    | +1 giro    |       |
| 12   | Jack Ahearn      | Norton    | +1 giro    |       |
| 13   | Alf Shaw         | Norton    |            |       |
| 14   | Karl Recktenwald | Norton    |            |       |
| 15   | Dennis Fry       | Norton    |            |       |
| 16   | Patrick Plunkett | Matchless |            |       |
| 17   | Tommy Holmes     | Matchless |            |       |
| 18   | Jimmy Jones      | Norton    |            |       |

## Classe 350
Tra i ritirati di rilievo Mike Hailwood, che aveva peraltro ottenuto il giro più veloce in gara prima di essere costretto all'abbandono.

### Arrivati al traguardo (posizioni a punti)
| Pos. | Pilota            | Moto  | Tempo        | Punti |
| ---- | ----------------- | ----- | ------------ | ----- |
| 1    | Jim Redman        | Honda | 1h 20' 40.6" | 8     |
| 2    | František Šťastný | Jawa  |              | 6     |
| 3    | Tommy Robb        | Honda |              | 4     |
| 4    | Alan Shepherd     | AJS   |              | 3     |
| 5    | Gustav Havel      | Jawa  |              | 2     |
| 6    | Mike Duff         | AJS   |              | 1     |

## Classe 250
Fu questa la prima vittoria nel motomondiale per il pilota nordirlandese Tommy Robb che era subentrato come pilota ufficiale Honda all'appena scomparso McIntyre.
Da registrare anche il sesto posto di Stuart Graham (figlio d'arte visto che il padre Leslie aveva ottenuto il titolo iridato in 500 nella prima edizione del mondiale) che ottenne qui i suoi primi punti in sella ad una Aermacchi.

### Arrivati al traguardo (posizioni a punti)
| Pos. | Pilota           | Moto       | Tempo        | Punti |
| ---- | ---------------- | ---------- | ------------ | ----- |
| 1    | Tommy Robb       | Honda      | 1h 10' 58.6" | 8     |
| 2    | Jim Redman       | Honda      |              | 6     |
| 3    | Luigi Taveri     | Honda      |              | 4     |
| 4    | Arthur Wheeler   | Moto Guzzi |              | 3     |
| 5    | Campbell Donaghy | Ducati     |              | 2     |
| 6    | Stuart Graham    | Aermacchi  |              | 1     |

## Classe 125
L'ottavo di litro fu anche in questa occasione la prima delle gare disputate nella giornata e fu anche quella più combattuta con i primi due piloti accreditati alla fine dello stesso tempo e il terzo staccato di soli due decimi di secondo.
Tra i piloti costretti al ritiro vi fu Ernst Degner.

### Arrivati al traguardo (posizioni a punti)
| Pos. | Pilota         | Moto   | Tempo     | Punti |
| ---- | -------------- | ------ | --------- | ----- |
| 1    | Luigi Taveri   | Honda  | 58' 45.6" | 8     |
| 2    | Tommy Robb     | Honda  | + 0.0     | 6     |
| 3    | Jim Redman     | Honda  | + 0.2     | 4     |
| 4    | Teisuke Tanaka | Honda  | + 49.0    | 3     |
| 5    | Hugh Anderson  | Suzuki | + 2' 25.2 | 2     |
| 6    | Paddy Driver   | EMC    | + 3' 18.4 | 1     |